# Головерса, Евгений Лукич
Евгений Лукич Головерса — советский хозяйственный и государственный деятель, Герой Социалистического Труда.

## Биография
Родился в 1933 году в Польше на территории современной Ровненской области. Член КПСС.
В 1954—1990 — машинист вращающихся печей Здолбуновского цементно-шиферного комбината имени 50-летия Великой Октябрьской социалистической революции Министерства промышленности строительных материалов Украинской ССР.
Указом Президиума Верховного Совета СССР от 7 мая 1971 года присвоено звание Героя Социалистического Труда с вручением ордена Ленина и золотой медали «Серп и Молот».
Делегат XXIV съезда КПСС.
Жил в Ровненской области.

## Награды и звания
- Герой Социалистического Труда (07.05.1971)
- Орден Ленина (28.07.1966; 07.05.1971)